# Marc-André Leclerc
Marc-André Leclerc (10 octobre 1992 - 5 mars 2018) est un alpiniste et grimpeur canadien. Connu pour ses ascensions en solo de nombreuses montagnes dans plusieurs parties du monde, il réalise les premières ascensions hivernales en solo de la Torre Egger en Patagonie et de la face de l'empereur du Mont Robson.
En 2021, un documentaire intitulé The Alpinist réalisé par Peter Mortimer et Nick Rosen retrace la vie de Marc-André Leclerc et de ses performances sportives.

## Enfance
Marc-André Leclerc est né le 10 octobre 1992 à Nanaimo en Colombie-Britannique de Michelle Kuipers et Serge Leclerc. Il est initié à l'escalade à l'âge de huit ans lorsque son grand-père lui achete le livre de Chris Bonington, Quest for Adventure. À neuf ans, Marc-André Leclerc fait sa première expérience d'escalade à Coquitlam, sur un mur d'escalade intérieur d'un centre commercial. Plus tard cette année-là, il rejoint un club à Abbotsford appelé Project Climbing. En 2005, sa famille déménage à Agassiz, près de la chaîne des Cascades, et Leclerc commence à apprendre par lui-même l'alpinisme. Leclerc se rend à vélo à Harrison Bluffs, une zone d'escalade en Colombie-Britannique, pour y grimper et y passer la nuit seul. Quand il a 15 ans, sa mère lui achète un exemplaire de Mountaineering: The Freedom of the Hills. Le livre l'inspire à se joindre au Club alpin de Colombie-Britannique, grâce auquel il se fait rapidement un nom dans la communauté des alpinistes. Il commence à concourir et rapidement à gagner des compétitions.

## Vie privée
Leclerc a une sœur aînée, Bridgid-Anne Dunning, et une sœur cadette, Kellyn Kavanagh. Il est né dans la vallée du fleuve Fraser en Colombie-Britannique, au Canada, et réside à Squamish avec sa petite amie Brette Harrington (en), une grimpeuse et alpiniste accomplie. Le couple se rencontre à Squamish en 2012 et en 2016, ils établissent Hidden Dragon (5.12b) sur le mur de puzzle chinois en face du mont Slesse .

## Carrière
En 2015, Leclerc passe beaucoup de temps dans le sud de la Patagonie. Le 21 février, il termine sa première ascension en solo de The Corkscrew (5.10d A1) sur le Cerro Torre. Selon l'alpiniste et guide de montagne argentin Rolando Garibotti, l'ascension de The Corksscrew par Leclerc est « de loin la route la plus difficile jamais parcourue en solo sur Cerro Torre et seulement la septième en solo au total ». Plus tard cette année-là, Leclerc réalise la deuxième ascension en solo libre connue du Tomahawk / Exocet Link Up sur Aguja Standhardt en Patagonie, puis procède à l'ascension de la Torre Egger, complétant son triplet solo Torres.
En 2016, Leclerc a termine la première ascension en solo de la voie Infinite Patience sur la face de l'empereur du mont Robson. 

## Mort
Le 5 mars 2018, Marc-André Leclerc et son partenaire d'escalade, Ryan Johnson, ouvrent avec succès une nouvelle voie sur la face nord des Mendenhall Towers, juste au nord de Juneau en Alaska. Le duo devait retourner au camp de base le 7 mars, mais n'arrive pas, ce qui incite les secours (Juneau Mountain Rescue) à commencer à rechercher les alpinistes disparus. La recherche est interrompue pendant quelques jours en raison des mauvaises conditions météorologiques et lorsque la tempête se termine finalement après quatre jours, l'équipe de recherche découvre des cordes au bas de la voie de descente des grimpeurs. Cela suggère que les grimpeurs ont été frappés par une avalanche, une chute de pierre ou une corniche d'en haut. Leurs corps ne sont pas retrouvés.

## Ascensions notables
- 2013 − La Tentation de Saint Antoine, Squamish, Première Ascension Libre (5.13a) [10],[11]
- 2015 − Mont Slesse, Cascade Range – Northeast Buttress, Solo intégral en hiver, 2e ascension hivernale, première ascension en solo (5.9+) [12]
- 2015 − Mount Slesse, Cascade Range – Triple Link-up of East Pillar Direct (5.10+), Navigator Wall (5.10+), Northeast Buttress (5.9+), Solo intégral en 12 heures, 4 minutes [12]
- 2015 − Directa de la Mentira – Cerro Torre North Face, Patagonia, Première Ascension (5.10) [13]
- 2015 − Ascension en solo du mur de Muir sur El Capitan (5.13c) [14]
- 2015 − Reverse Torre Traverse, Patagonie – Première Ascension (5.10a) [13]
- 2015 − Le Tire - bouchon – Cerro Torre, Patagonie, Première Ascension Solo (5.10d) [15]
- 2015 − Tomahawk/Exocet Link Up – Aguja Standhardt, Patagonie, – Solo intégral à vue (5.8) [14]
- 2016 − Mont Robson, Rocheuses canadiennes – Infinite Patience (VI 5.9 M5 WI5, 2200m). Première ascension en solo [8]
- 2016 − Mont Tuzo, Rocheuses canadiennes – Face nord -est (M7+ WI6+R, 1 110 mètres). Première Ascension du visage [16]
- 2016 − Pilier Est – Torre Egger, Patagonie, Première ascension hivernale en solo (5.10b) [17]
- 2017 − Ha Ling Peak, Mount Lawrence Grassi − Cheesmond Express (5.10), Éjaculation prématurée (5.10+), Northeast Face (5.7) Solo intégral[18]
- 2017 − Echo Canyon, Rocheuses canadiennes − Grand étage (5.11c) Première ascension en solo intégral [18]
- 2017 − Rim Wall, Rocheuses canadiennes − Pinko (5.10). Première ascension en solo intégral[18]
- 2018 − Jupiter Shift sur Station-D dans le Slesse Cirque [19]
- 2018 − Face nord de la tour principale, Mendenhall Towers. Première Ascension [20]
- 2018 − The Theft, Colombie-Britannique, Canada. (M7 WI6+) Deuxième Ascension [21]

## Voir également
- Alex Honnold, grimpeur soliste libre américain